# Andrian Buzgan Moldovanu
Andrian Buzgan Moldovanu (n. 8 septembrie 2003, Chișinău, Republica Moldova) este un interpret de muzică populară din Republica Moldova, cunoscut pentru promovarea folclorului românesc autentic. Prin colaborări cu orchestre și artiști renumiți, contribuie activ la păstrarea și valorificarea tradițiilor muzicale românești.

## Biografie
Andrian Buzgan s-a născut în 2003 la Chișinău, dar și-a petrecut copilăria în satul Holercani, raionul Dubăsari. A urmat studiile primare la Gimnaziul „Valeriu Dumbravă” din Ciorești, raionul Nisporeni, iar ulterior la Liceul Teoretic Holercani. A studiat la Colegiul de Muzică „Ștefan Neaga” din Chișinău, însă nu și-a finalizat studiile aici. Mai târziu, s-a mutat în Norvegia, unde a urmat cursuri de jurnalism la Universitatea Metropolitană din Oslo (OsloMet).

## Debut și carieră muzicală
Prima piesă lansată de Andrian a fost „Veniți moldoveni acasă”, înregistrată împreună cu Orchestra „Rapsozii Moldovei”, sub bagheta dirijorului Vitalie Dorin.  
Albumul său de debut, „Dor de plai, Dor de izvoare”, a fost realizat în colaborare cu Răzvan Mitoceanu. Acesta cuprinde șase piese inspirate din viața satului românesc:  
1. „Dorul Maicii”
2. „Tot la joc, iar la joc”
3. „Să vă spun ce este-n sat”
4. „Banii și averea mare”
5. „Toți flăcăii au un foc” (duet cu Vitalie Sardari)
6. „Basarabie orfană”

Pe lângă acest album, Andrian a lansat și piesa „Jocul Soacrelor”, interpretată alături de Orchestra „Fluieraș”, sub conducerea maestrului Edgar Ștefăneț.

## Stil și influențe
Andrian este cunoscut pentru autenticitatea interpretărilor sale și fidelitatea față de folclorul tradițional românesc. Temele predominante ale pieselor sale sunt dorul de casă, viața rurală, valorile familiale și comunitare. Interpretările sale sunt influențate de atmosfera satului moldovenesc, de cântecele de joc și de melodiile de dor și jale transmise din generație în generație.

## Apariții televizate
În 2022, Andrian Buzgan Moldovanu a participat la emisiunea Românii au talent, unde interpretarea sa a stârnit reacții la masa juraților. Momentul a fost consemnat și de PRO TV într-un articol dedicat.